# 선죽교
선죽교(善竹橋)는 조선민주주의인민공화국 개성에 있는 돌다리이다. 고려 말에 충신 정몽주가 이성계의 문병을 갔다가 돌아올 때 이방원의 지시를 받은 조영규 등에게 암살된 곳으로 유명하다. 다리 위 돌에 붉은 반점이 정몽주의 피얼룩이라 전하며, 옆에 비각이 있는데 그의 사적을 새긴 비석 2기가 안에 있다.
1971년에 조선민주주의인민공화국의 국보로 지정되었다. 정몽주의 피얼룩은 후일 한국의 독립운동가 겸 정치인 김구가 1947년 그곳을 방문할 때까지도 남아있었다고 한다.

## 특징
북한의 국보급문화재 제36호로 지정되었다가 국보 문화유물 제159호로 변경되었다. 개성 남대문에서 동쪽 약 1km 거리의 자남산 남쪽 개울에 있는 다리이다. 태조 왕건이 919년(태조 1) 송도(지금의 개성시)의 시가지를 정비할 때 축조된 것으로 추정된다.
길이 8.35m, 너비 3.36m의, 화강석으로 축조된 전형적인 널다리이다. 고려시대에는 돌난간이 없었는데, 1780년(정조 4) 정몽주의 후손들이 난간을 설치하였다.
선죽교는 1392년(조선 태조 즉위년) 정몽주가 후에 태종이 된 이방원의 일파에게 피살된 장소이기도 하다. 이 일로 이성계가 이방원을 미워했지만 결국 옥새를 넘겨 준다. 원래 선지교(善地橋)라 불렸는데, 정몽주가 피살되던 날 밤 다리 옆에서 참대가 솟아나왔다 하여 선죽교(善竹橋)로 고쳐 불렀다고 전한다.
1780년 정몽주의 후손 정호인이 개성유수로 있으면서 선죽교 위에 돌난간을 설치하여 사람들이 다니지 못하게 하고 그 옆에 새로 돌다리를 놓았는데 이것이 오늘까지 전해오고 있다. 다리 옆에 비각 안에 정몽주의 사적을 새긴 비석 2기(基)가 서 있으며 다리 옆에는 조선시대의 명필인 석봉 한호가 쓴 '선죽교'라는 비석이 있다. 또 선죽교 서쪽으로 정몽주를 제향하기 위해 세운 숭양서원(북한 국보 128호)과 표충비(表忠碑)가 있다. 옆 사진은 남한에 선죽교를 만들었는데, 그 모습이다.

### 일화
1392년(고려 공양왕 4년) 4월 4일 저녁 정몽주는 이성계를 만나 정황을 살피고 귀가하던 중, 개성 선죽교에서 이방원의 문객 조영규와 그 일파에게 암살당했다. 그가 이성계 집을 방문한 것은 이방원이 계략을 써서 그를 초청했다고도 한다. 이때 이미 이방원은 심복부하 조영규를 시켜 철퇴를 꺼내어 선죽교 다리 밑에 숨었다가 정몽주가 지나갈 때 쳐서 죽여버려라 하고 지시하였고, 정몽주는 제자 변중량을 통해 이 정보를 입수하였다. 조영규와 무사들이 나타나자 그는 분위기가 이상함을 감지하여 말을 타고 이성계의 자택을 떠났으나, 돌아오면서 친구 집에 들려 술을 마신 후 말을 거꾸로 타고 녹사(錄事) 김경조(金慶祚)에게 끌라했다. 이에 녹사가 포은 선생이 술이 취해 그러는 것이 아닌가 하고 의아한 눈치로 물으니,
부모님으로부터 물려받은 몸이라 맑은 정신으로 죽을 수 없어 술을 마셨고 흉한이 앞에서 흉기로 때리는 것이 끔직하여 말을 돌려 탄 것이다

하고 답하였다. 그 말을 이해하지 못한 녹사는 말을 끌고 선죽교(善竹橋)를 향했다. 선죽교를 넘으려 할 때 궁사가 말 혹은 정몽주를 저격하여 넘어트렸고, 순간 4∼5명의 괴한이 나타나 낙마하여 부상을 입은 정몽주와 그를 감싸안고 보호하던 김경조를 철퇴 또는 몽둥이로 내리쳐 때려 죽였다. 이때 그가 흘린 피가 개성 선죽교의 교각에 일부 묻었는데, 후일 백범일지에 1945년 이후 김구(金九)가 선죽교를 방문할 때까지도 그 흔적이 있다는 기록이 있다. 이후 선죽교 돌 틈에서는 대나무가 솟아 그의 충절을 나타냈다는 전설이 있으며 이후 이 다리는 원래 선지교(善地橋)라고 하였으나 사건 이후 다시 선죽교로 이름이 바뀌었다고 한다.

## 같이 보기
- 정몽주
- 이방원
- 정도전